# Slag bij Pleasant Hill
De slag bij Pleasant Hill vond plaats op 9 april 1864 in De Soto Parish en Sabine Parish Louisiana tijdens de Amerikaanse Burgeroorlog. De slag werd uitgevochten tussen de Noordelijke eenheden onder leiding van generaal-majoor Nathaniel P. Banks en de Zuidelijke eenheden aangevoerd door generaal-majoor Richard Taylor. Deze confrontatie was de verderzetting van de Slag bij Mansfield de dag voordien. Nadat de Noordelijken linies keer op keer werden doorbroken, slaagden ze erin om op 9 april een sterke defensieve stelling in te nemen bij Pleasant Hill. Deze stellingen werden opnieuw aangevallen door Taylor. De Zuidelijken waren aan de winnende hand tot de Noordelijken de divisie van brigadegeneraal Thomas James Churchill flankeerden. Hoewel de Noordelijken een tactische overwinning hadden behaald, waren ze toch gedemoraliseerd. Ze trokken terug naar Grand Ecore en Alexandria, Louisiana.
Door de Noordelijke aftocht kan deze slag ook als een Zuidelijke strategische overwinning beschouwd worden. De Noordelijken hadden het initiatief verloren in de Red Riverveldtocht.

## Achtergrond
Na het Zuidelijke succes bij Mansfield op 8 april 1864 trokken de Noordelijken zich tijdens de nacht terug. Ze namen sterke defensieve stellingen in op Pleasant Hill. De slag bij Mansfield vond plaats op ongeveer 4,5 km ten zuidoosten van de stad bij Sabine Cross Roads. Pleasant Hill lag ongeveer 24 km verderop.
De Zuidelijken hadden laat in de namiddag van de 8ste april versterkingen gekregen onder leiding van brigadegeneraal Churchill en de divisie van Mosby Parson die ongeveer 2.200 soldaten sterk was. Beide divisies zouden een cruciale rol spelen tijdens de slag bij Pleasant Hill.
Ook de Noordelijken kregen versterking toen de detachementen van het XVI en XVII korps onder leiding van generaal-majoor Andrew J. Smith arriveerden tegen het invallen van de duisternis. Ze kampeerden op ongeveer 3,5 km van Pleasant Hill.
In de vroege ochtend van 9 april werd de Noordelijke bagagetrein naar Grand Ecore gestuurd. Naast de meeste artilleriestukken werd ook een groot deel van de Noordelijke cavalerie meegestuurd. De bagagetrein boekte trage vooruitgang. Toen de vijandelijkheden begonnen bij Pleasant Hill waren ze slechts enkele kilometers verder.

## De slag
Om 17.00u zetten de Zuidelijken de aanval in op de volledige Noordelijke slaglinie. De Zuidelijke divisies van Walker en Mouton vielen de Noordelijke rechterflank aan zonder veel succes. De Zuidelijken boekten meer succes in het vijandelijke centrum en op de linkerflank. Verschillende stellingen werden onder de voet gelopen door de divisies van Churchill en Parson. Dankzij gerichte tegenaanvallen werd de Zuidelijke aanval gestopt. De Noordelijken heroverden sommige stellingen in hun centrum en linkerflank. Beide zijden leden zware verliezen. Rond 01.00 u trok Banks zijn leger terug. De Noordelijken hadden het initiatief verloren. Het doel om Shreveport te veroveren werd opgegeven.